# Glenea saperdiformis
Glenea saperdiformis là một loài bọ cánh cứng trong họ Cerambycidae.